# Établissements Julien Lévy
Die Établissements Julien Lévy (später S.A.R.L. Ferbéton, schließlich Entreprise J. Benoît et Cie) betrieben als Aktiengesellschaft eine Baustofffabrik in Juvisy-sur-Orge im Département Essonne in der Region Île-de-France.

## Geschichte
Die Établissements Julien Lévy siedelten sich um 1909 in Juvisy am 65 Quai Jean Pierre Timbaud zwischen der Seine und den Eisenbahngleisen an der Grenze zwischen Juvisy und Athis-Mons an. Eine mit einer Decauville-Lokomotive N° 354/1902 Les Deux Sœurs betriebene Feldbahn mit einer Spurweite von 600 mm entlang der Rue Viry besorgte den innerbetrieblichen Transport. Die Feldbahn war Teil des Netzwerks der Mühlsteinbrüche des Waldes von Séguigny und Umgebung, das von unterschiedlichen Unternehmern mit unterschiedlichen Spurweiten betrieben wurde.
Die Hauptgeschäftsstelle war bis 1909 am Port de Bonsecours bei Nancy, und eine Niederlassung gab es in der 9 Rue Moncey im 9. Arrondissement von Paris. Die Fabriken waren in Juvisy-sur-Orge, Athis-Mons und Viry-Châtillon.
Am 10. September 1930 wurde mit einem Kapital von 3.000.000 Franc eine Aktiengesellschaft mit Sitz in Juvisy gegründet. In der Zeit zwischen den beiden Weltkriegen spezialisierte sich das Unternehmen, das später zur S.A.R.L. Ferbéton wurde, auf die Herstellung von Rüttelbetonprodukten und Stahlbeton, wobei Zement, Sand und Stahl, die über den Wasserweg angeliefert wurden, verwendet wurden. Die Fabrik wurde bei einem Bombenangriff am 18. April 1944 schwer beschädigt und erhielt Entschädigungen für den Wiederaufbau von Hallen und Werkstätten. Sie setzte ihre Tätigkeit unter dem Namen Benoît et Compagnie bis etwa 1970 fort.